# Открытый чемпионат Индии по теннису среди женщин

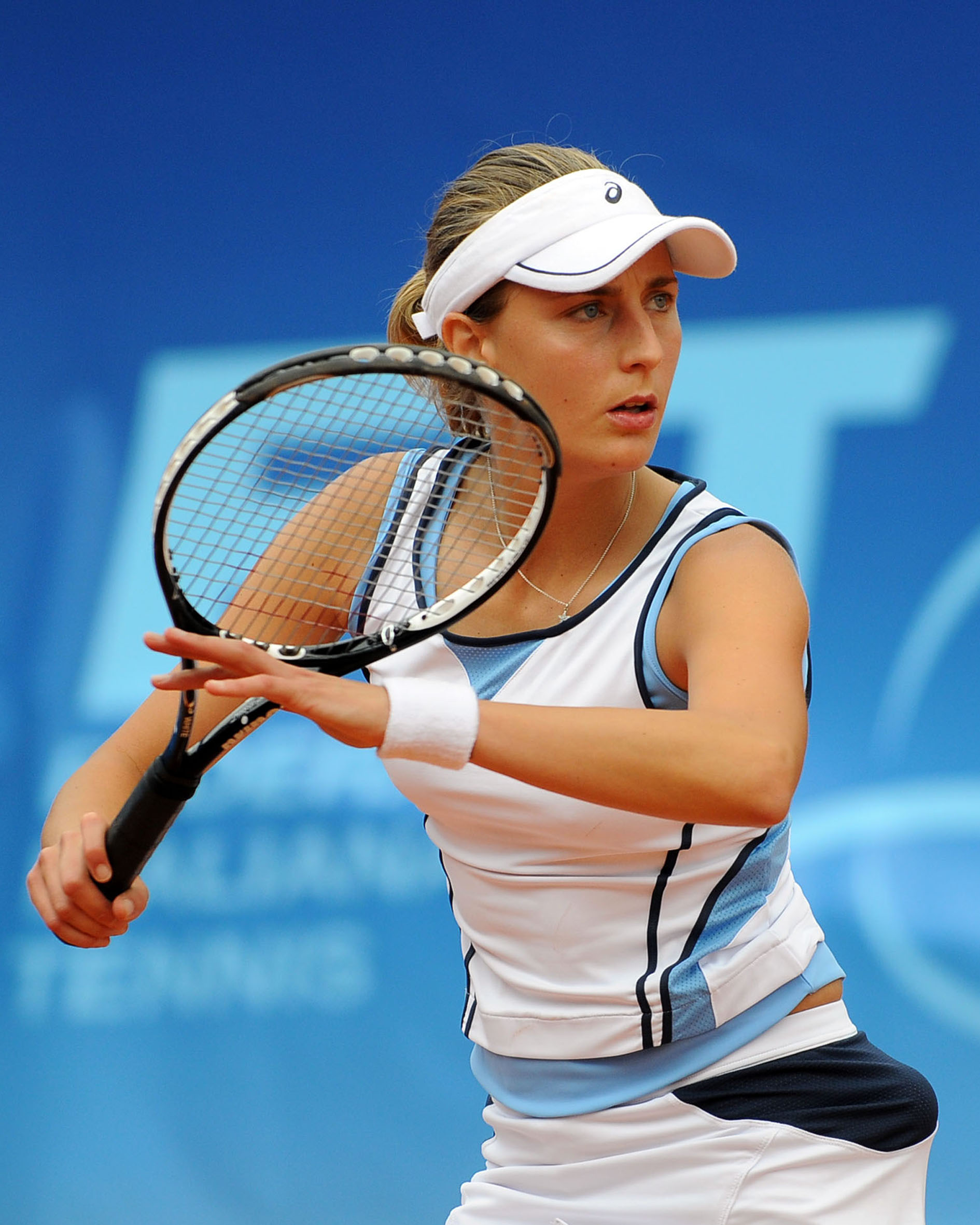
Мара Сантанджело из Италии — первая чемпионка бангалорского турнира в одиночном разряде.

Открытый чемпионат Индии по теннису (англ. WTA Indian Open) — профессиональный женский теннисный турнир, проходящий под эгидой WTA и местной теннисной федерации.
Соревнование играется на открытых кортах с хардовым покрытием.

## История турнира
Турнир организован индийской теннисной федерацией накануне сезона-2003 под названием WTA Indian Open. Этот и два следующих соревнования имели 4-ю категорию по градации WTA и проходили в Хайдарабаде.
В 2006-м году соревнование сменило арену, переехав в Бангалор. В этом же сезоне стал расти статус турнира — сначала до 3-й, а в 2008-м соревнование и вовсе получило 2-ю категорию.
Турнир числился в предварительном календаре WTA и на сезон-2009, но в последний момент был отменён.
В 2022 году турнир вновь появился в календаре WTA и стал проводиться в Ченнаи

### Победители и финалисты
За историю одиночного турнира лишь итальянке Маре Сантанджело удалось дважды дойти до решающего матча.
Парные соревнования дважды покорялись Сане Мирзе и Лизель Хубер, вместе завоевавших оба титула. Трижды играла в финалах индийского турнира китаянка Сунь Тяньтянь, но завоевала лишь один титул.
Единственной теннисисткой, побеждавшей на соревнованиях в обоих разрядах, является местная теннисистка Саня Мирза. Также в финалах и в одиночном и в парном разряде играла Ирода Туляганова, однако ей побеждать удавалось лишь в соревновании дуэтов.
Единственный мононациональный финал прошёл в 2005 году в парном разряде — все четыре финалистки представляли Китай.

### Изменения призового фонда
| Годы      | Размер фонда |
| --------- | ------------ |
| 2003-2005 | 140 000 USD  |
| 2006-2007 | 175 000 USD  |
| 2008      | 600 000 USD  |
| 2022      | 251,750 USD  |

## Финалы турнира
| Год                            | Чемпион            | Финалист         | Счёт финала    |
| ------------------------------ | ------------------ | ---------------- | -------------- |
| Открытый чемпионат Ченнаи      |                    |                  |                |
| 2022                           | Линда Фрухвиртова  | Магда Линетт     | 4-6 6-3 6-4    |
| 2009—2021 не проводился        |                    |                  |                |
| Открытый чемпионат Бангалора   |                    |                  |                |
| 2008                           | Серена Уильямс     | Патти Шнидер     | 7-5 6-3        |
| Sony Ericsson International    |                    |                  |                |
| 2007                           | Ярослава Шведова   | Мара Сантанджело | 6-4 6-4        |
| Открытый чемпионат Бангалора   |                    |                  |                |
| 2006                           | Мара Сантанджело   | Елена Костанич   | 3-6 7-6(5) 6-3 |
| Открытый чемпионат Хайдарабада |                    |                  |                |
| 2005                           | Саня Мирза         | Алёна Бондаренко | 6-4 5-7 6-3    |
| 2004                           | Николь Пратт       | Мария Кириленко  | 7-6(3) 6-1     |
| Открытый чемпионат Индии       |                    |                  |                |
| 2003                           | Тамарин Танасугарн | Ирода Туляганова | 6-4 6-4        |

| Год                     | Чемпион                          | Финалист                          | Счёт финала       |
| ----------------------- | -------------------------------- | --------------------------------- | ----------------- |
| 2022                    | Габриэла Дабровски Луиза Стефани | Анна Блинкова Натела Дзаламидзе   | 6-1 6-2           |
| 2009—2021 не проводился |                                  |                                   |                   |
| 2008                    | Пэн Шуай Сунь Тяньтянь           | Чжань Юнжань Чжуан Цзяжун         | 6-4 5-7 [10-8]    |
| 2007                    | Чжань Юнжань Чжуан Цзяжун        | Се Шувэй Алла Кудрявцева          | 6-7(4) 6-2 [11-9] |
| 2006                    | Саня Мирза (2) Лизель Хубер (2)  | Елена Веснина Анастасия Родионова | 6-3 6-3           |
| 2005                    | Янь Цзы Чжэн Цзе                 | Ли Тин Сунь Тяньтянь              | 6-4 6-1           |
| 2004                    | Саня Мирза Лизель Хубер          | Ли Тин Сунь Тяньтянь              | 7-6(1) 6-4        |
| 2003                    | Елена Лиховцева Ирода Туляганова | Евгения Куликовская Татьяна Пучек | 6-4 6-4           |